# Коломійці (рід)
Коломієць — старовинний козацький рід із Західної України. За сімейною легендою, рід походить від запорізького отамана Хвидини (Фидини) Коломійця.

## Історія
Походить рід із багатих купців міста Коломиї. Відносилися до дрібної руської шляхти. Після введення Магдебурського права, займали посади в Коломийському магістраті. У XVI—XVII століттях Коломия зазнала значних руйнувань від частих турецьких і татарських нападів. Втративши усе, Коломійцям прийшлося тікати на Січ. Імовірно, усі наступні представники роду брали участь у всіх козацьких повстаннях(Наливайка, Косинського, Федоровича і т. д.) і не раз займали високі посади на Січі.

## Родовід

### XIV—XVII століття
I
- Коломієць Хвидина(Фидина) — запорізький отаман, Брав участь у поході на Москву на стороні Польщі у 1581 році.

II
- Коломієць Анцрій(Андрій) — за однією з версій, є сином Фидини, по іншій братом, а третя версія — батько. Теж брав участь у поході на Москву, разом з Фединою у 1581 році.

### Середина XVII—XIX століття
III
- Коломієць Андрій (Андрійович?) — учасник Національно-визвольної війни Богдана Хмельницького.

IV
- Коломієць Юрій Андрійович — сотник 1-ї Переяславської сотні у 1676—1680рр.
- Коломієць Василь Андрійович — сотник 1-ї Переяславської сотні у 1685—1690рр.

V
- Коломієць Остап Юрійович — згадується як заможний козак (імовірно значковий товариш).
- Коломієць Кіндрат Юрійович
- Коломієць Прокіп Васильович
- Коломієць (Коломійченко) Лука (Лукаш) Васильович (1676—1736) — переяславський полковий хорунжий (1712), переяславський полковий осавул (1714—1725; 1729—1734), наказний переяславський полковник (1721; 1722; 1723; 1729), переяславський полковий обозний (1735). Очолював Переяславський полк у Польському поході (1733). Взяв участь у війні з Туреччиною (1735—1739) і загинув 1735 р. у Кримському поході. Його сини, Григорій та Михайло, а також онуки носили прізвище Лукашевичів. Через шлюб сина Григорія породичався з Яковом Рустановичем, переяславським полковим суддею, а завдяки шлюбу доньки Євдокії став тестем Олександра Даниловича Солонини (київського полкового судді). Заснував рід Лукашевичі.

VI
- Коломієць Яків Остапович (1701—?) — пробув на Січі козаком (?—1741), значковий товариш Переяславського полку (1767—1775), військовий товариш (1775—1783).

+ Ірина Григорівна N (нар. 1731) — донька козака.
- Коломієць Ілля Остапович — військовий товариш.
- Коломієць Григорій Остапович — військовий товариш.
- Коломієць Іван Кіндратович (1710—1766) — значковий товариш Переяславського полку.

+ Євдокія Якимівна N (1715—?)
- Коломієць Самійло Кіндратович (1706—1766) — значковий товариш Переяславського полку.

1)+ Гафія NN (1708—1739)
2)+ Стефанія Павлівна N (1714—?)
- Коломієць Федір Кіндратович (1726—1766) — значковий товариш Переяславського полку.

+ Марія Яківна N (1725—?)
VII
- Коломієць Іван Ілліч (?—1741—1775—?) — значковий товариш Переяславського полку (1767), військовий товариш(1775).

+ Ганна Олексіївна Платон — донька козака.
- Коломієць Максим Григорович — значковий товариш Переяславського полку (1767).
- Коломієць Петро Самійлович (1742—?) — значковий товариш Переяславського полку (1767).
- Коломієць Семен Григорович — значковий товариш Переяславського полку (1767).
- Коломієць Яків Григорович — значковий товариш Переяславського полку. Військовий товариш. Підписав наказ переяславського шляхетства Комісії (1767).
- Коломієць Яків Ілліч — значковий товариш Переяславського полку (1767).
- Федір Коломієць — військовий товариш Лубенського полку. Був у 1-й армії (1779). У 1771 році отримав село Березоточа.

+ NN (Кулябка?) або NN (Богдановська?)
VIII
- Коломієць Іван Іванович (1755 — ?) — значковий товариш Переяславського полку (1782).
- Коломієць Кирило Іванович (1753—?) — значковий товариш Переяславського полку (1771—1780), військовий товариш (1780—?).
- Коломієць Максим Іванович (1753—1783) — значковий товариш Переяславського полку (1782—1783).
- Коломієць Марко Якович — син значкового товариша. Значковий товариш Переяславського полку (1775).
- Коломієць Федір Іванович
- Коломієць Федір Іванович
- Коломієць Данило Іванович
- Коломієць Василь Іванович
- Коломієць (Коломійцев) Данило Федорович (1763—?) — син військового товариша. Полковий копіїст (1771), підканцелярист (1780), канцелярист полковий (1781), сотенний отаман (1782), значковий товариш Миргородського полку (1782). Заснував дворянську лінію Коломійців — Коломійцеви.
- Коломієць Яків Федорович (1760—1830) — військовий товариш Лубенського полку. Корнет. Учасник походів 1782—1783.

IX
- Коломієць ? Якович (1790?—?)

### XIX—XX століття
X
- Коломієць Василь (1815?—?)

X
- Коломієць Михайло Васильович (1845?—?) — чумак, багатий селянин села Березоточа.
- Коломієць Олексій Васильович

XI
- Коломієць Данило Михайлович (1875—1933) — син чумака. Чумак.

+N Домаха N
- Коломієць Пилип Михайлович — чумак.
- Коломієць Іван Олексійович — козак. Церковний староста Покровської церкви в селі Березоточа.

### XX століття
XII
- Коломієць Пилип Данилович
- Коломієць-Михайленко Марія Данилівна
- Коломієць Микола Данилович
- Коломієць Роман Данилович — репресований НКВС
- Коломієць Параска Пилипівна
- Коломієць Дунька Пилипівна
- Коломієць Марія Пилипівна

## Можлива спорідненість
Коломієць Семен — значковий товариш Ніжинського полку.
Коломієць Степан — хорунжий Березанської сотні (1762—1767).
Коломієць (Коломійченко) Михайло — хорунжий Березанської сотні (1758—1759).
Коломієць Федір — значковий товариш Великобудищанської сотні Полтавського полку (1731).

## Маєтки
Представники роду Коломієць мали багато маєтків та дворів на Переяславщині та Полтавщині. Ось деякі з них:
- С. Коломійці (на Переяславщині)
- С. Березоточа (недалеко від Лубен) — дісталася Федору Коломійцю в 1771 році.
- Х. Суха Солониця (біля Березоточі)

## Сучасність
Нащадки цього роду і досі є в Україні. І вже мають синів та онуків.

## Дослідники
Спочатку дослідником роду був його сучасник, син Коломійця Пилипа — Микола та Андрій. Після його смерті в 2008 році, справу дослідження продовжив онук його брата Григорія — Владислав.